# 洛柯因
洛柯因（也称作洛柯辛碱）是一种有机化合物，分子式C21H24N2O3，属于生物碱，存在于長春花（Catharanthus roseus）、山马茶（Tabernaemontana divaricata）等植物中，由水甘草碱6号7号位双键的环氧化而来。